# Sungai Langkok
Sungai Langkok is een bestuurslaag in het regentschap Dharmasraya van de provincie West-Sumatra, Indonesië. Sungai Langkok telt 2677 inwoners (volkstelling 2010).